# Teški krstaš
Teški krstaš je naziv za vrstu krstaša koji je po svojom naoružanju (a ponekad i oklopu) jači od lakog krstaša, ali slabiji od bojnih brodova i bojnih krstaša.
Razlika između lakog i teškog krstaša je jasno formulirana tek Washingtonskim pomorskim ugovorom iz 1922. godine. Njime je ustanovljeno da se teškim krstašem smatra svaki krstaš čije glavno naoružanje čine topovi kalibra većeg od 155 mm. 
S obzirom na to da je isti ugovor ustanovio da krstaš može imati maskimalni deplasman od 10000 t, to je u praksi prilično ograničilo dimenzije, oklop i naoružanje teških krstaša, te stvorilo standard koji se često naziva washingtonski krstaš.
Taj standard mnoge države nisu bile u stanju prihvatiti, pa su se teški krstaši gradili jedino u državama koje nisu potpisale ugovor, odnosno u doba neposredno i u toku samog drugog svjetskog rata, kada su ograničenja postala bespredmetna.
Teški krstaši su se prestali graditi nakon drugog svjetskog rata. Neki su ostale u službi do 1970-ih nakon konverzije u raketne krstaše.